# 文斯·麥馬漢

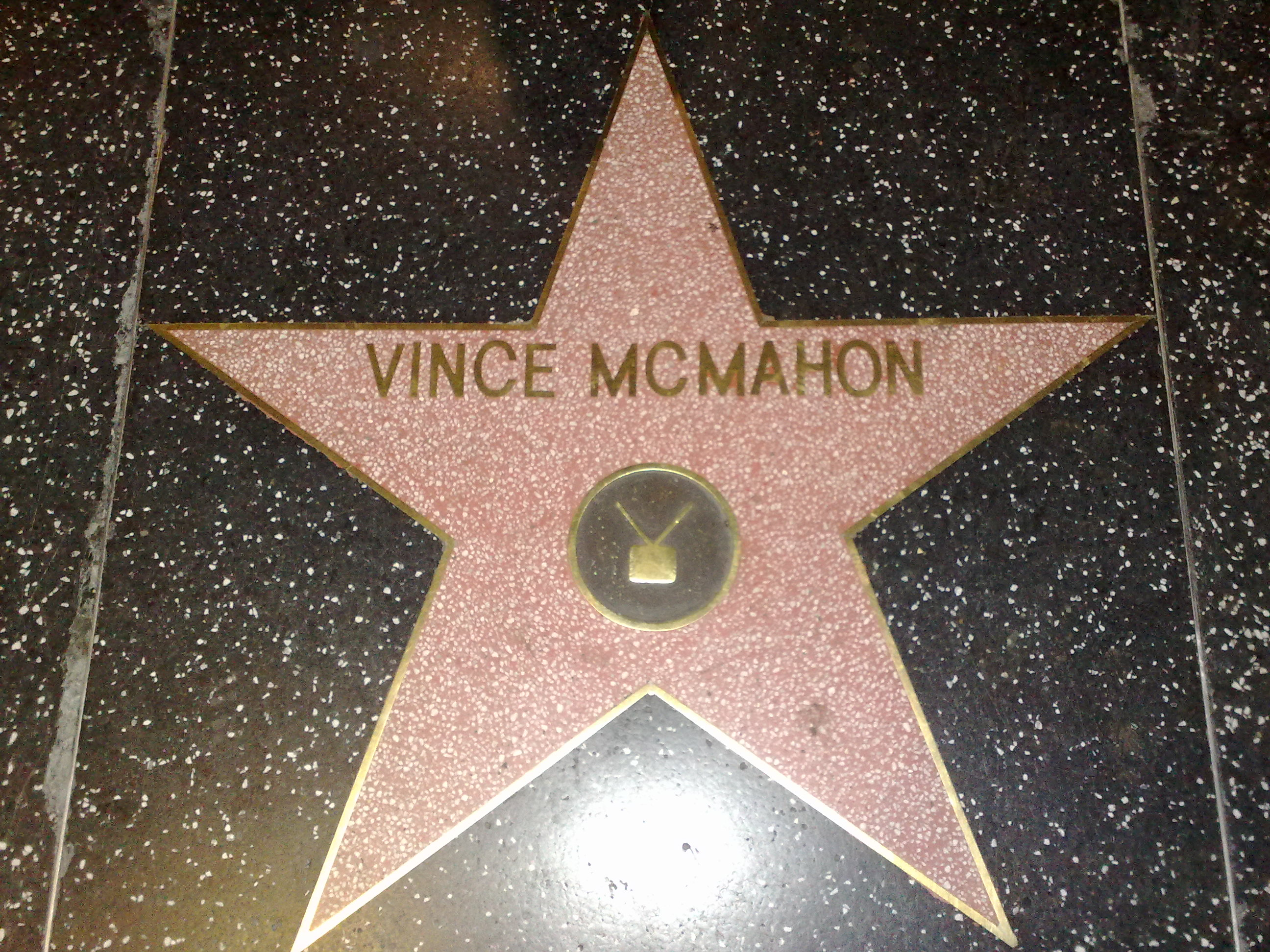
文斯·麥馬漢在好萊塢星光大道上的電視產業獎章

文森·甘迺迪·"文斯"·麥馬漢（英語：Vincent Kennedy "Vince" McMahon，/məkˈmæn/，姓氏又譯麦克曼，1945年8月24日—），是世界摔角娛樂（WWE）的總裁兼首席執行長，也以麥馬漢先生（Mr. McMahon）的擂台名參與旗下摔角節目演出，他同時也擔任世界摔角娛樂電影製片及世界摔角娛樂電視節目編劇。
他積極的參與旗下多個品牌節目的演出，最常參與WWE Raw的劇情，通常都扮演邪惡的公司支配者角色。也因為參與劇情演出，他至2009年獲得過1次WWE冠軍、2次世界重量級冠軍以及1次ECW冠軍，同時也是1999年皇家大戰的冠軍王者。
與美國前任總統唐納·川普是亦敵亦友，在商場上是互為勁敵，在平時是雙方的最佳損友拍檔。川普在未競選總統時經常去現場觀戰，甚至充當編劇。甚至還和麥馬漢家族「對戰」。川普還曾用金臂鉤撂倒文斯，然後雙方就是一陣扭打。文斯也不甘示弱，曾經把在包廂觀戰的川普直接抓到擂台上飽以老拳伺候。
因涉性醜聞於2022年6月17日自願辭去WWE總裁兼首席執行長職務，由其女兒史蒂芬妮·麥馬漢代行職務，7月22日正式宣佈退休。到2023年1月，他重新担任公司主席。同年4月，奋进公司宣布WWE与旗下的终极格斗冠军赛合并为新公司TKO集团控股，由文斯出任新公司执行主席。后来文斯的性贩卖和性侵犯官司进入联邦调查阶段，因此于2024年1月辞任TKO的职务。

## 外部連結
- WWE 官方網站
- 公司董事長簡介
- 官方生平簡介 （页面存档备份，存于）
- 官方後援會